# Aeroportul Hughenden
Aeroportul Hughenden (IATA: HGD, ICAO: YHUG) este un aeroport din Queensland, Australia ce deservește zona Hughenden⁠(d). A fost numit după zona deservită.
Situat la o altitudine de 319 m, aeroportul dispune de o singură pistă. Este operat de Shire of Flinders⁠(d).